# Tel Afek
Tel Afek je tel zahrnující zbytky biblického města Afek a města Antipatris z římského a byzantského období. Tel leží blízko pramene řeky Jarkon, mezi městy Petach Tikva a Roš ha-Ajin. Tel Afek je součástí národního parku Pramen Jarkonu a Tel Afek.
V lokalitě se dochovaly doklady o osídlení staré až 5000 let. Město je zmiňováno například ve starověkých egyptských nápisech. Rovněž v Bibli je město několikrát zmiňováno. Roku 9 př. n. l. nechal na tomto místě Herodes Veliký vybudovat nové město, které bylo na památku jeho otce nazváno Antipatris. Při vykopávkách na tomto místě byla rovněž odkryta pevnost z osmanského období.